# 特定小型原動機付自転車

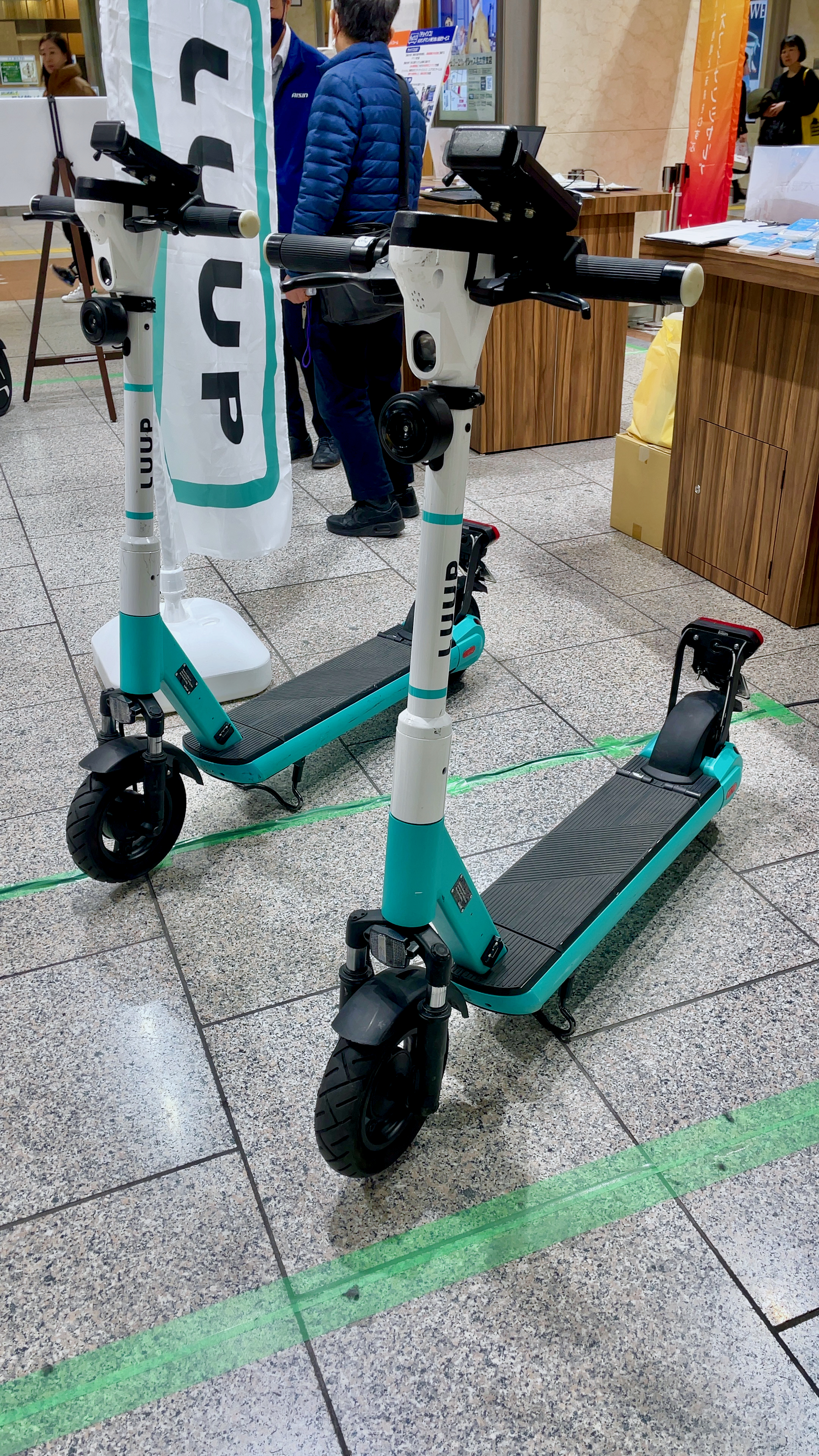
特定小型原動機付自転車の例（Luup社のレンタル電動キックボード）

特定小型原動機付自転車（とくていこがたげんどうきつきじてんしゃ）は、日本の道路交通法における電動の原動機付自転車のうち、車体の規格などが自転車道の通行に支障がなく、またその運転に高い技能を要求されないものとして一定の基準に該当するものである。運転免許が不要で、16歳以上が運転可能の車両である。
道路交通法の一部を改正する法律（令和4年法律第32号、以下「改正法」）による改正道路交通法の規定により新たに定義され、同改正法は2023年（令和5年）7月1日に施行された。
略称は、「特定原付」である。また、後述の歩道走行可能のものは、「特例特定小型原動機付自転車」とされ、略称は「特例特定原付」となる。
法改正に伴い、特定小型原動機付自転車に該当しない原動機付自転車を法令上特に区別する場合には、「一般原動機付自転車」と呼称することとなった。
法改正は電動キックボード（電動キックスケーター）を念頭に行われているが、車体構造は必ずしもキックボード状である必要はなく、車体寸法を満たせば電動スクーター状、電動自転車状の車両でも適用可能である。特定原付を動力オフにして押して歩く場合は歩行者扱いとなる。

## 概要

### 車両の基準
特定小型原動機付自転車（以下、「特定原付」）は、改正道路交通法第2条第1項第10号のロ（下記）に定義される。
```
ロ　車体の大きさ及び構造が自転車道における他の車両の通行を妨げるおそれのないものであり、かつ、その運転に関し高い技能を要しないものである車として内閣府令で定める基準に該当するもの
```

「内閣府令で定める基準」は、改正法と同時施行の内閣府令（道路交通法施行規則）第一条の二の二に次のように規定されている。
- 車体は長さ1.9メートル以下、幅0.6メートル以下[注 2]
- 原動機は定格出力0.6キロワット以下の電動機（モーター）[注 3]
- 最高速度は20km/h以下
  - 最高速度を切り替える事ができる（歩道走行のための6km/h設定を想定している）場合においては、走行中に切り替える事ができないものであること
- トランスミッションはAT構造等のクラッチ操作が不要なものであること
- 最高速度表示灯を装備していること

最高速度表示灯は、国土交通省「道路運送車両の保安基準の細目を定める告示」の第326条に規定され、主な基準は前方および後方25mから視認ができ、光源出力15W以下、発行面が7平方cm以上、緑色である事。また、歩道走行のための6km/h設定には毎秒1 - 2回の周期で常時点滅し、それ以外の場合は常時点灯するものであること。ただし、電動機オフの場合は消灯してよい。この20km/h制限は原動機によるもの以外でも適用されるとの見解があり、電動アシスト自転車に該当しないペダル付き電動自転車は一般原付になる可能性が高いため、制度策定にかかわった業界団体である一般社団法人日本電動モビリティ推進協会が注意喚起している。このため形状は自転車型であるが、基準を満たすためペダルを足置きに変更した製品もある。
なお、特定原付の車輪数については車体規格を満たせば特に制限はなく、三輪や四輪以上のものも想定されている。
なお、上記「内閣府令で定める基準」を満たさない車両は、適宜、道路交通法令上、一般原動機付自転車または自動車扱いとなる。ただし、改正法令の施行日（2023年7月1日）の際に既に製作が完了している車両は、2024年（令和6年）12月23日まで最高速度表示灯の装備が猶予される。この場合において、当該車両は改正施行日以降、特定原付の型式認定番号標または性能等確認済シールを取り付け、もしくは特定原付のナンバープレートを装着している必要がある。

#### 保安基準、保安装置など
道路運送車両法令においても、2023年（令和5年）7月1日改正施行の道路運送車両の保安基準において特定原付の関連規定が整備されている。
```
道路運送車両の保安基準第一条第一項
十三の五　「一般原動機付自転車」とは、原動機付自転車であつて、次号に規定する特定小型原動機付自転車以外のものをいう。
十三の六　「特定小型原動機付自転車」とは、原動機付自転車のうち、外部電源により供給される電気を動力源とするものであつて、次に掲げる要件の全てに該当するものをいう。
イ　原動機の定格出力が〇・六〇キロワット以下であること。
ロ　告示で定める方法により測定した場合において、長さ一・九メートル以下、幅〇・六メートル以下であること。
ハ　最高速度が二十キロメートル毎時以下であること。
```

特定原付の道路運送車両の保安基準において要求される保安装置およびその基準は、概ね次の通りである。一般原付で必要なスピードメーター、バックミラーは不要である。また電動式に限るため消音器も不要である。
- 車体およびタイヤは堅牢であり、100kg程度の運転者の荷重に耐えうること。また、最高速度および8km/h程度の速度で、アスファルト面の5cm程度のくぼみ、2cm程度の段差、10cm程度差の片側傾斜面を走行し、また高さ3cmかつ半径2cmの丸縁石に直交しまたは左右45度で交差して進入した場合に、走行安定性を失わず、かつ、そのまま左右10度以内の角度で前方に進めること[10]。
- 前照灯は、夜間に前方15mの範囲を確認可能[注 6]
- 尾灯は、夜間に後方300mから視認可能[注 7]
- 制動灯は、昼間に後方100mから視認可能[注 8]
- 方向指示器は、左右に1個以上ずつ
- 後部反射器[注 9]、最高速度表示灯（前述）、警音器[注 9]
- スピードリミッターを備え、走行モードに応じた最高速度制限ができること
- 主ブレーキは、制動距離が5m以下であること
- 補助ブレーキは、平坦な舗装面で停止状態を確実に維持できること
- バッテリーは国連規則[11]、欧州基準（EN規格）または航空船舶輸送規格に適合し、もしくはPSEマーク付きのものであること。

上記のほか、保安基準に規定する細目告示を満たさない状態で特定原付を運転した場合、整備不良の反則行為に当たる。
例として、後述の最高速度表示灯を模した緑色の点滅灯を装着した特定原付であっても、6km/hのスピードリミッターを装備していない場合には、歩道や路側帯を通行すると違反となる。

### 車両の登録

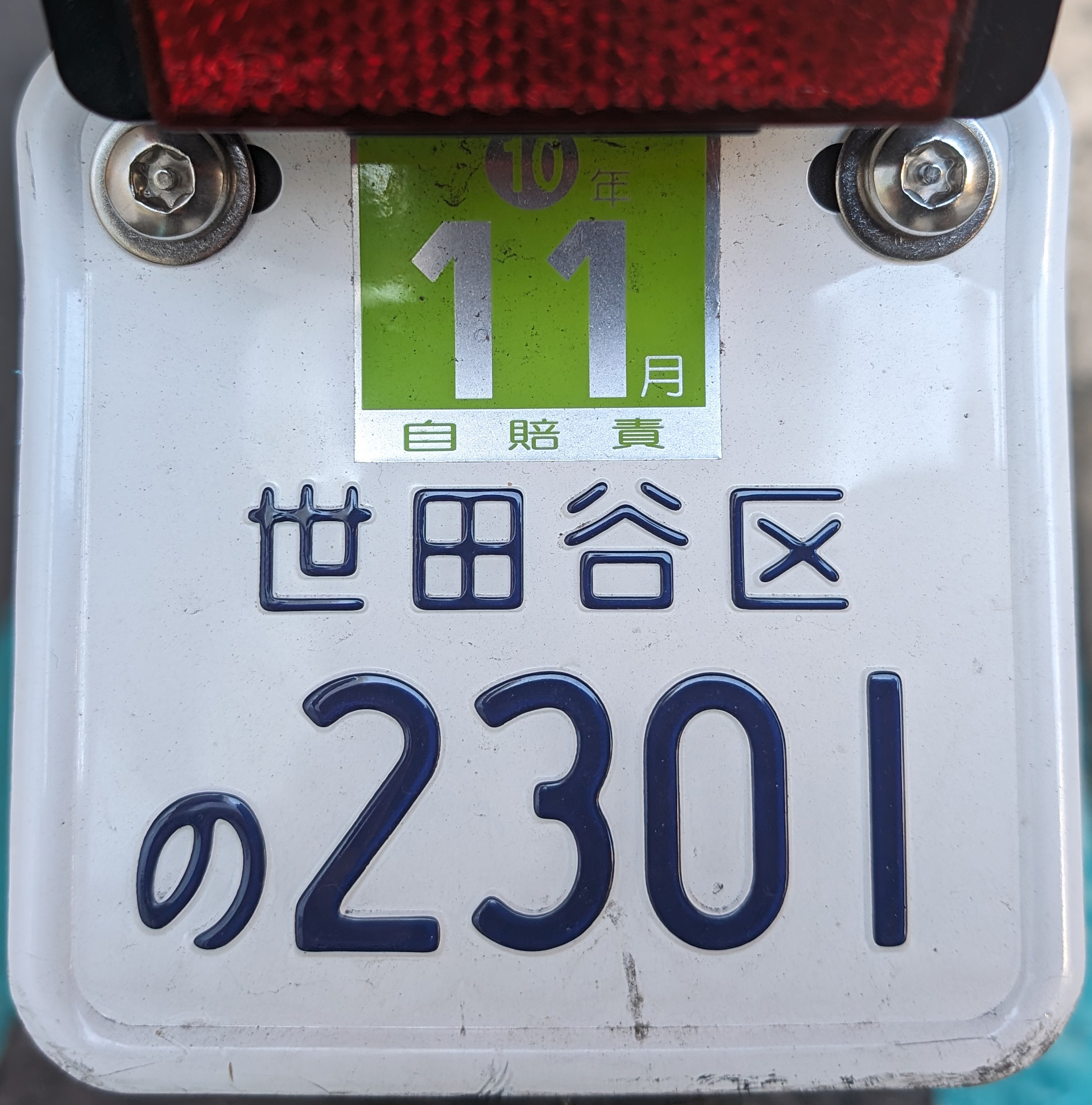
特定小型原動機付自転車のナンバープレート（世田谷区）

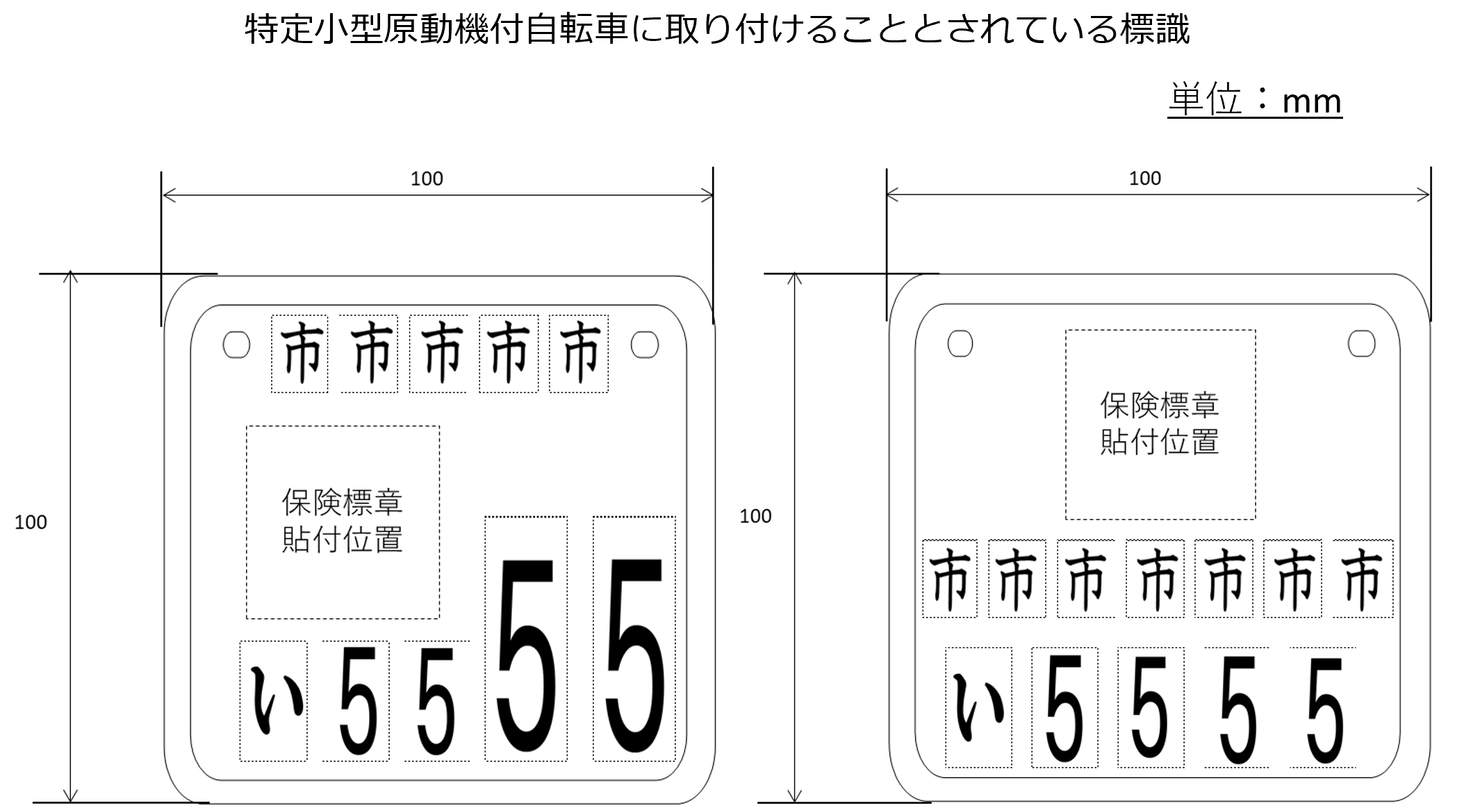
特定小型原動機付自転車のナンバープレートの規格

特定原付以外の一般原付と同様に、自治体（市町村および特別区）への登録、およびナンバープレート（10cm角）の装備が義務付けられる。なお、既存の原付格登録車両については、既存の一般原付サイズから特定原付サイズのナンバープレートに交換できる。（交換手続や手数料の有無については未詳）
上記に違反すると、一般の原付と同様に脱税や番号標表示義務違反（公安委員会遵守事項違反）の反則行為となる。また、一般の原付と同様に、特定原付の所有者は軽自動車税の納付対象となる（税額は一般の50cc原付と同じ年間2,000円の見込み）。

### 運行
一般の原付と同様に、特定原付を道路において運行供用する所有者は、車両の自動車損害賠償責任保険（自賠責保険）の契約が義務付けられる。保険料は、2024年3月までは現行の原動機付自転車の保険料が適用され、2024年4月より専用の保険料が適用される見込み（新保険料が現行の保険料より安くなる場合は、原則として差額を返還の予定）。任意保険も加入可能と見られるが、保険会社により対応が異なる。
自賠責保険を契約せず運行した違反者は、無保険運行罪が適用され1年以下の懲役又は50万円以下の罰金となる。
また、運行中は有効な自賠責保険保険証書等を携行しなければならないが、電動キックボードや一般原付・自動二輪車等であって密閉のボックス等を備えない車両については証書の携行に困難が伴うとされたため、2023年（令和5年）6月1日施行の改正法令および自動車損害賠償保障法に係る民間事業者等が行う書面の保存等における情報通信の技術の利用に関する法律に基づき、スマートフォン等による電磁的提示も有効。
有効な証書等を提示できない場合は、一般原付と同様に罰則あり。

### 運転免許
特定小型原動機付自転車の運転には、運転免許は不要である。ただし、運転者は16歳以上でなければならない。
乗車用ヘルメットの装着は、努力義務となる。自転車用ヘルメットが使用可能である。
特定原付の運転に関しては運転免許の行政処分の対象外となる。（免許所持者が特定原付で違反をした場合、点数を付けられたり、ゴールドに影響することはないとされている）その一方で、特定原付の運転に関しては交通反則通告制度の対象となる。
年齢要件を満たさない者（16歳未満）が運転した場合、およびその運転した場合にその者に情を知って車両を提供した者は、6月以下の懲役又は10万円以下の罰金に処される。

### 車道等の通行方法
特定原付は、車道の自転車レーン（普通自転車専用通行帯）がある道路においては、軽車両と同等の扱いとなるため、原則としてそこを通行しなければならない。その他、車道の通行位置および右折方法などは軽車両のそれに準ずる（交差点等は二段階右折となる）。ただし、軽車両の並進禁止は特定原付には適用されない。
また、自転車道がある道路では、自転車道を通行できる。ただし、普通自転車の場合と異なり、自転車道の義務的通行ではないため、車道も通行できる。
特定原付に対する車両用信号機の意味は軽車両のそれに準ずる。また、後述する（特例）特定小型原動機付自転車に対する歩行者用信号機の意味は、普通自転車または自転車のそれに準ずる。
一般原付と同様に、高速自動車国道・自動車専用道路には進入できない。また、特定原付は、自転車通行止め（309）の道路標識がある道路や、最低速度が20km/hを超えるその他の道路にも進入できない。
なお、特定原付の最高速度は20km/hとなっているが、これはスピードリミッターが作動する車体の最高速度であり、道路交通法上の最高速度規制は、一般原付と同じ30km/h（付随車けん引の場合は25km/h）である。

### 歩道及び路側帯の通行方法
特定原付は、歩道または路側帯走行のための6km/h設定に切り替えて最高速度表示灯を規定により点滅させた上で、ブレーキが走行中容易に操作できる状態にあり、歩行者に危害を及ぼすおそれがある鋭利な突出部がないと言う条件で、特例特定小型原動機付自転車として歩道または路側帯の通行が可能となる。
この場合、当該歩道には「普通自転車等及び歩行者等専用（325の3）」の道路標識または「特例特定小型原動機付自転車・普通自転車歩道通行可（114の2）」の道路標示が設置されている必要がある。ただし、当該道路標識等に「特例特定原付を除く」と表示されている場合は、歩道通行ができない。なお、要件を満たす場合であっても、警察官等が現場において当該歩道を通行してはならない旨を指示した場合は、特定原付は歩道を通行できない。
なお、普通自転車の場合とは異なり、特定原付の場合は運転者が12歳以下の子供、70歳以上の者または身体障害者福祉法別表に定める障害を持つ者であったり、「車道等の状況に照らして自転車の通行の安全を確保するため、歩道を通行することがやむを得ないと認められる」場合と言うだけでは歩道の通行はできない。
特例特定小型原動機付自転車として歩道通行可能な場合には、歩道上の通行指定部分がある場合にはその部分を、ない場合には歩道の中央から車道寄りの部分を通行（徐行）しなければならない。普通自転車の場合と同様に、特定原付の進行が歩行者の通行を妨げることとなるときは、特定原付が一時停止しなければならない（歩行者絶対優先）。
路側帯については、軽車両と同様に、歩行者専用路側帯以外の、道路中央から左側にある路側帯を通行できる。この場合も、歩行者の通行を妨げないような速度と方法で進行しなければならない。
歩道または路側帯走行のための6km/h設定に切り替えずに歩道や路側帯を通行した場合や、車体その他歩道や路側帯が通行可能な条件を満たさない場合等には、そもそも当該歩道等を通行できないので「通行区分違反」の反則行為（原付6,000円）となる。歩道上の通行位置違反や歩行者妨害等は「歩道徐行等義務違反」の、路側帯における歩行者妨害等は「路側帯進行方法違反」の反則行為（原付3,000円）となる。
横断歩道または自転車横断帯により道路を横断する場合、歩行者や自転車と異なり、特定原付には車道を通行する車両に対する優先権がない。ただし、歩行者用信号機の青の灯火によって横断する場合はこの限りでない。この場合において、当該歩行者用信号機に『自転車　歩行者　専用』の表示板（道路交通法施行規則別記様式第一の二の二）が設置されていない場合には、特例特定原付として、歩道または路側帯走行のための6km/h設定に切り替えており最高速度表示灯を規定により点滅させている状態で横断しなければならない。

### 道路標識等

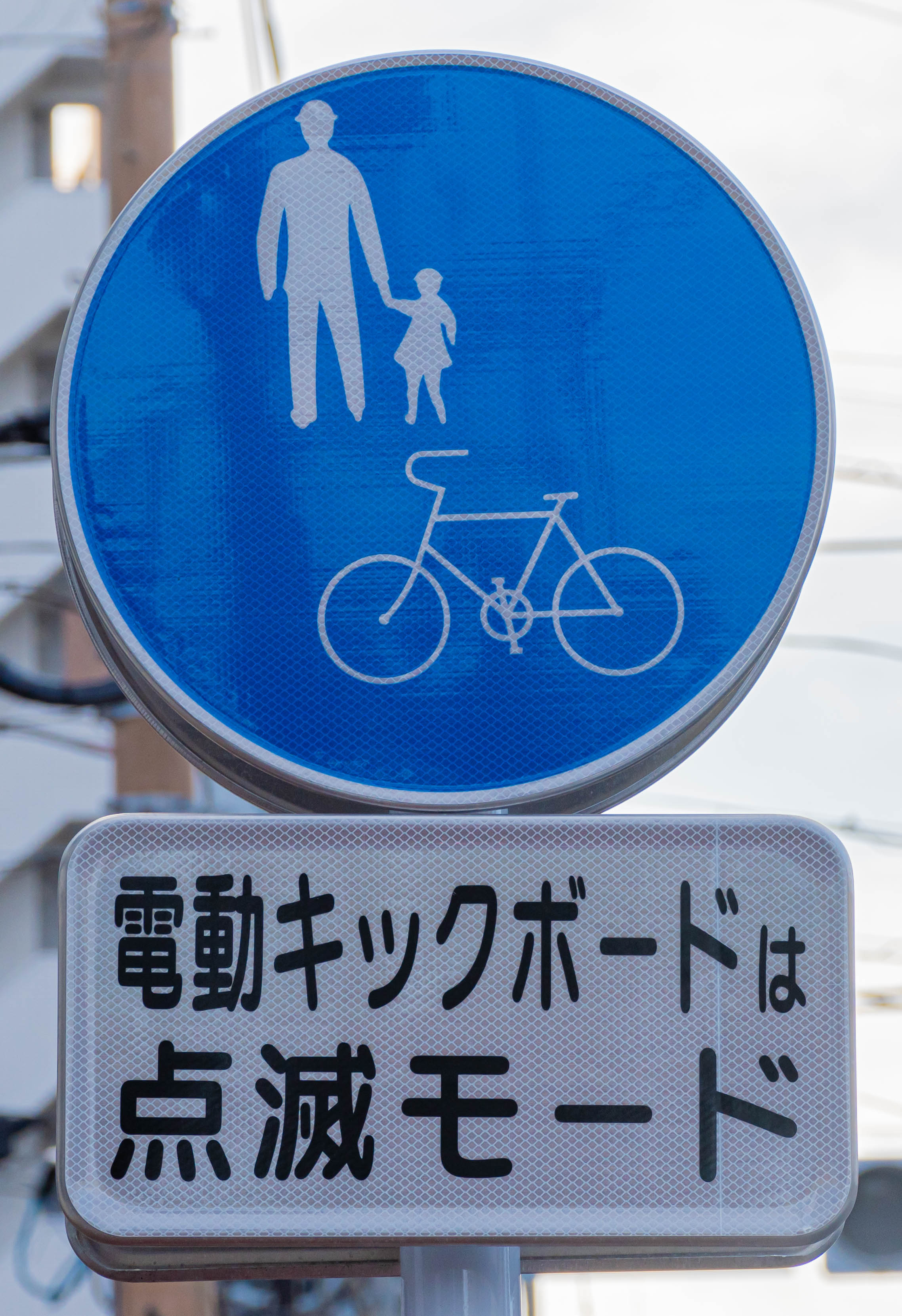
補助標識において「電動キックボード」が明示された例

車両の種類の略称は、特定小型原動機付自転車については「特定原付」、特例特定小型原動機付自転車については「特例特定原付」となる。
規定により、「車両の種類（503-A）」の補助標識であって、当該補助標識により表す対象または除外する対象が、結局的に普通自転車を含む場合には、その表す対象または除外する対象に特定原付をも含むものとみなす。ただし、車両の種類として特定原付を明示して指定している場合は、この限りでない。
「車両の種類（503-B）」の補助標識の車両の種類を示す記号（絵柄）は、通行止めの各種道路標識（304から309まで）に使われる記号（絵柄）を示し、当該記号が意味する車両の種類もその通行止め規制標識の対象となる種類と同一となる。2023年7月1日の法令改正に伴い、「二輪の自動車・原動機付自転車通行止め（307）」は「二輪の自動車・一般原動機付自転車通行止め（307）」、「自転車通行止め（309）」は「特定小型原動機付自転車・自転車通行止め（309）」と変更され、既存の道路標識等も含めて新しい法令の適用となる。つまり、車両の種類を示す記号（絵柄）のうち、従来オートバイの絵柄とされているもの（307等）には、特定原付をその対象に含まない。従来自転車の絵柄とされているもの（309、325の2、325の3等）には、特定原付をその対象に含む。
その他、特定原付が規制対象外であるものを列挙。
- 自転車以外の軽車両通行止め（308）
- 横断歩道または自転車横断帯により横断する場合（横断歩道または自転車横断帯により横断しようとする他の歩行者や自転車に対しては原則譲らなければならず、依然規制対象である）
  - ただし、横断歩道等に歩行者用信号機がある場合には、当該歩行者用信号機（青色等）によって横断すると言う解釈となる。
- 自転車並進可の道路標識等、普通自転車交差点進入禁止の道路標示

「指定方向外進行禁止（311-Aから311-Fまで）」、「車両横断禁止（312）」、「転回禁止（313）」の道路標識等は、特定原付にも適用される。
なお、上記は都道府県・方面公安委員会の設置にかかる道路標識等に限定される。道路管理者が設置する道路標識等の規定の適用に関しては、当該道路標識等の各項目記事を参照のこと。

#### 具体例
補助標識の適用の例として、「車両の種類（503-A）」の補助標識「軽車両」や「自転車」については、これらの対象に普通自転車が含まれるため、本標識の対象に特定原付が含まれるとみなす事になる。また、補助標識「軽車両を除く」や「自転車を除く」についても、同様に除外する対象に普通自転車が含まれるため、本標識の除外対象に特定原付が含まれるとみなす事になる。これは、標識令別表第一備考三の規定に基づく（後述）。
また、特定原付は、車両の種類の略称のうち「自二輪」「原付」「二輪」「小二輪」の対象には含まれない。
「車両進入禁止（303）」や「一方通行（326-A）」、「一方通行（326-B）」の本標識に「自転車を除く」や「軽車両を除く」の補助標識が付いている場合には、特定原付はこれらの標識にかかわらず、標識が示す順方向とは反対方向の、進行方向左側端を通行できる。一方で、「特定小型原動機付自転車・自転車一方通行（326の２-AおよびB）」の規制については特定原付も対象となる。
なお、前述の別表第一備考三の読み替えは、「車両の種類（503-A）」の補助標識に限り適用される。例えば、「車両通行区分（327）」は、「車両の種類（503-A）」の補助標識ではないため、別表第一備考三の読み替えは適用されない。すなわち、この標識で「軽車両　自転車」の表示がある場合、他に指定がなければ特定原付には標識の適用が無い。またこの標識で「原付」とある場合、標識令別表第二 備考一（六）が適用され、一般原付が対象、特定原付は対象外となる。
特定小型原動機付自転車に適用されない主な道路標識等の例
- 二輪の自動車・一般原動機付自転車通行止め (307)
- 自転車以外の軽車両通行止め (308)
- 原動機付自転車の右折方法（小回り）(327-9)
- 並進可 (401))
※[注 30]
- 横断歩道 (407の2)
※横断する場合。[注 31][注 32]
- 自転車横断帯 (407の2)
※横断する場合。[注 33]
- 横断歩道・自転車横断帯 (407の3)
※横断する場合。[注 34]
- 車両の種類 (503-A)で「原付を除く」と示されたもの

特定小型原動機付自転車にも適用される主な道路標識等の例
- 特定小型原動機付自転車・自転車通行止め (309)
- 車両横断禁止 (312)
- 転回禁止 (313)
- 駐停車禁止 (315)
- 駐車禁止 (316)
- 特定小型原動機付自転車・自転車専用 (325の2)
- 普通自転車等及び歩行者等専用 (325の3)
- 特定小型原動機付自転車・自転車一方通行 (326の2-A)
- 普通自転車専用通行帯(327の4の2)
- 車両の種類（503-A）における「自転車」[注 35]

### その他細則
歩行者専用道路は特定原付は通行禁止である。自転車歩行者専用道路（東京都および兵庫県では歩行者専用道路のうち自転車・軽車両を除外しているものを含む）は、特定原付を車両の種類に明示して除外していない限り原則として通行できる。なお、いずれの場所および状態においても、特定原付を動力オフにして押して歩いている者は歩行者の扱いとなる。
乗車人員は、一般原付と同様に1名である。積載条件は一般原付と同様であるが、適当な積載装置を備えなければならない。
牽引制限に関しては、特定原付に対する道路交通法第60条の規定による都道府県公安委員会規則の規定は、不詳。

### 違反の取締
特定原付は、その運転に関し前述のとおり交通反則通告制度の対象である。また、放置違反金制度の対象である。運転中の携帯電話等の利用等は一般原付と同様に罰則付きで禁止。
免許は不要であるが、反則制度の対象であるため、自転車のように実態上「刑事手続きの下（赤切符）で進められることになるので、（危険度の高い違反でない限りは）実際の適用件数は少ない」ということにはならず、信号機や道路標識等を含め交通ルール違反をパトカーや白バイその他の警察官に現認された場合、直ちに停止させられ検挙、反則切符（青キップ）を切られる事となる見込みである。免許は不要であるが、その事が道路標識等や交通ルールの意味を理解していない言い訳にはならず、検挙される。
放置違反金についても、歩道を含む道路に違法放置駐車していた場合、直ぐに警察官または駐車監視員に放置車両確認標章を貼られ、車両は登録されているため、所有者名義宛てにやがて放置違反金の督促状が届き、納めなければ滞納処分の対象となる。また回数を重ねれば車両の使用制限命令の対象にもなる。
酒酔い運転、酒気帯び運転、過労運転、ひき逃げ・当て逃げ等（救護義務違反、措置義務違反等）、妨害運転、共同危険行為などの行為は自動車・一般原付と同様の罰則が科される。
また、軽車両や自転車と異なり、特定原付はその運転に関し自動車運転死傷行為処罰法の対象となる。

## 経緯
法改正は甘利明が会長を務める自民党のMaaS推進議員連盟が主導したとされる。
以下の記述は主に、警察庁他関係官庁による「多様な交通主体の交通ルール等の在り方に関する有識者検討会 報告書」に拠るものである。ここでは、他に自転車、電動車椅子、パーソナルモビリティ、自動走行ロボット、超小型モビリティが議論された。
電動キックボードの多くは、道路交通法上、原動機付自転車(以下原付)に分類され、原付免許を有し、保安基準に適合することで公道走行が可能であった。その後、産業競争力強化法の規定に基づき、令和2年10月から、区域を限って一定の条件を満たす電動キックボードは普通自転車専用通行帯を通行できる特例措置を設け、レンタル事業者による公道実証実験が行われた。これに加え、令和3年4月からは、車両種別を小型特殊自動車に見直すとともに、自転車道、普通自転車専用通行帯、「一方通行（自転車を除く）」の逆走を許し、速度を15km/h制限にして、通行量の激しい道路を特例区域にしないように見直した、これにより、運転免許区分が小型特殊免許等になるヘルメットを不要（強く推奨される）になった。
また、状態が変化する乗り物に関しては、動力の有り無しにかかわらず原付等、動いている状態の車両とされていた。これに対しglafit社および、和歌山市が令和元年11月から令和2年1月の間生産性向上特別措置法における規制のサンドボックス制度で、同社の原付に該当する、電動モペッド、自転車に切り替え可能な製品を、自転車モードに固定し、原付に該当しなくなったようにした上で実証実験を行い、車道走行に危険を感じる人が多数なのに対し、歩道走行時に危険を感じる人が少数であるとの結果を得た。この結果から、モードを乗車中に切り替えることができないモペッドでエンジンを始動できないこと、ナンバープレートを隠して原付と誤認されないモード時に関しては道路交通法の自転車として取り扱うものとされた。
これらを踏まえ令和3年に、埼玉県警察運転免許センターにおいて、運転免許を受けている人、受けていない人、年齢層で区分した100人を対象に、試験コースで電動キックボードの走行実験を行い、運転免許実技試験の要領で採点を行った。この結果、交通ルールの知識の差で一部の項目で大きく無免許者で違反が増えているものの、おおむね運転行動に差がないと認められた。
また、アンケート調査が実施され、電動キックボードに関しては、自動走行ロボット、パーソナルモビリティに比べ認知度が高いものの、歩道通行、免許なし走行、ヘルメット着用義務なしに関しては反対が上回った。
海外事情も調査され、
- イギリス
ヘルメット推奨
免許必要(仮免許可)
車道及び自転車道走行可
- ドイツ
ヘルメット推奨
免許不要
車道、自転車道、自転車通行帯、自転車専用道路、市外においては路側帯通行可
- フランス
ヘルメット推奨
免許不要、12歳以上
車道及び自転車レーン走行可
- イタリア
ヘルメット義務
免許不要、14歳以上
車道、自転車走行可の歩道、市街地では自転車レーン走行可
- 韓国
ヘルメット義務(自転車も義務)
免許必要
車道可、規格が合えば自転車道路も可、歩道不可
専用免許を検討中

これらを受け、最高速度が一定以下の場合はその最高速度に着目して車両区分を決めることが重要であること、道路の規格を踏まえ、車体の大きさを考慮し歩行者の安全に留意することとし、最高速度および車体の大きさが一定以下のものに関しては、立ち乗りか座り乗りかや、使用目的ではなく最高速度や車体の大きさで車両区分を定め、交通ルールを決める。出力に関しての制限はさらに検討。状態が変化する乗り物に関しては、求められている要因の一つは日本の道路環境が、車道と歩道に二分されており中間の走行環境が整備が進んでないことによるということで、基本的には自転車走行環境を走るのが適切である一方、その整備が遅れているという現実もあり、状態が変化する車両が実用化されていることから、最高速度を制限したうえで、その最高速度に応じた空間を走行させることに大きな問題は無い一方、当該車両がどのモードであるのかが外見上からわからないと適切な回避や取締りができないので義務付けること、走行区分を走りながら切り替えることを許容すると、通行区分が曖昧になる可能性があることから、停止状態でなければ切り替えることができないことにすることとなった。

## 日本国外の類似規格車両
特定小型原動機付自転車は海外ではパーソナルモビリティ向け規格が近似車両となるが、その中でも特に似ているものには以下のようなものがある。

### ドイツ・eKFV
eKFV（Elektrokleinstfahrzeuge-Verordnung）とは、ドイツの公道でのパーソナルモビリティ規格。
設計最高速度6～20km/h。定格電力500ワット以下、倒立振子ロボット車両の場合1.4kW以下。幅700mm以下、高さ1400mm以下、長さ2000mm以下。重量55kg未満。